# II. Kenneth skót király
Cináed mac Maíl Coluim, (mai gael nyelven: Coinneach mac Mhaoil Chaluim), (932 – 995) angolul Kenneth II, magyarul II. Kenneth, csúfnevén An Fionnghalach, „Testvérgyilkos”, Skócia királya volt. Apja I. Malcolm (Máel Coluim mac Domnaill), a trónt pedig Culen királytól (Cuilén mac Iduilb) örökölte, mikor őt 971-ben megölte a straithclyde-i Amdarch.

## Életrajza
Az Alba királyainak krónikája Kenneth uralkodása idején állt össze, azonban az abban szereplő helynevek jó része hibás, ha nem egyenesen kitalált. Bármi is az igazság, a Krónika azt állítja, hogy „(ő) haladéktalanul kifosztotta (a Strathclyde-i Királyság egy részét. Kenneth gyalogosai gyilkos mészárlást végeztek Moin Uacoruarban.” A Krónika arról is említést tesz, hogy Kenneth Northumbriát is háromszor fosztogatta, először egészen Stainmore-ig jutott, később Cluiam-ig, végül pedig a Dee folyó menti Chesterig. Ezek a betörések 980 körül eshettek meg, ekkor az Anglo-Saxon Chronicle (Angolszász krónika) Cheshire megtámadásáról tudósít.
973-ról a Chronicle of Melrose (Melrose-i krónika) azt rögzíti, hogy Kenneth, I. Máel Coluim (Máel Coluim mac Domnaill), Strathclyde királya, „Maccus, nagyon sok sziget királya” (azaz Magnus Haraldsson, más néven Maccus mac Arailt), Mann és a Szigetek királya, valamint egyéb walesi és normann uralkodók Chesterbe gyűltek, hogy hitet tegyenek Békés Edgar fennhatósága mellett. Valószínűleg ekkor szabályozta Edgar a határokat a skót királyság déli, és az angol királyság északi területei között. Cumbria angol volt, a nyugati határok a Solvay-öbölnél húzódtak. Keleten a határ valahol a későbbi Lothian környékén, Edinburghtól délre lehetett.
Az Annals of Tigernach (Tigernach-i évkönyvek) mellékesen leírja három, 976-ban, azaz Kenneth idején regnáló skót elöljáró nevét: Cellach mac Fíndgaine, Cellach mac Baireda és Donnchad mac Morgaínd. Közülük a harmadik, hacsak nem a  Domnall mac Morgaínd elírásáról van szó, valószínűleg Domnall testvére, azaz Moray elöljárója lehetett. A két másik személy nevéhez köthető elöljáróságok vagy királyságok ismeretlenek.
Az Indulf király (Idulb mac Causantín) halála óta tartó, és leszármazottai, valamint Kenneth családja közötti viszálykodások nem csitultak. 977-ről azt jegyzi fel az Annals of Ulster (Ulsteri évkönyvek), hogy „Amlaíb mac Iduilb (Indulf fia Amlaíb), Skócia királya meghalt Cináed mac Domnaill által.” Az Annals of Tigernach megadja a gyilkos helyes nevét is: Cináed mac Maíl Coluim, azaz II. Kenneth. Ezek szerint, még ha rövid időre is, de Kenneth uralkodását megszakította a korábbi király testvére.
Brémai Ádám megemlíti, hogy Villásszakállú Svend dán király ez idő tájt száműzetésben volt Skóciában, de, hogy a skót uralkodó Kenneth volt-e, vagy valamelyik másik király, az tisztázatlan. Szintén ekkoriban a Njáls saga, az Orkneyinga saga és más források arról számolnak be, hogy háborúk voltak a skótok és a normannok között, de ezek valószínűleg a  Sigurd Hlodvisson, Orkney grófja és Moray királyai vagy elöljárói között dúlhattak.
A Krónika szerint Kenneth nagy apátságot alapított Brechinben.
Kenneth-et 995-ben gyilkolták meg. Az Annals of Ulster úgy írja,  „csalárd módon”, az Annals of Tigernach szerint „alárendeltjei által”. Néhány későbbi forrás, mint például a Chronicle of Melrose,  John of Fordun és Andrew of Wyntoun több részlettel is szolgál, ezek pontossága azonban kérdéses. A legegyszerűbb változat szerint saját emberei ölték meg Fettercairn településen,  Finnguala (más néven Fimberhele) árulása révén, aki Angusi Cuncar elöljáró lánya volt. Finnguala tettének indoka pedig az egyetlen fiának elpusztítása miatt érzett bosszúvágy volt.
A Prophecy of Berchán (Berchán jövendölése) kevés új dolgot hoz a tudomásunkra, eltekintve attól, hogy Kenneth királyt „rokongyilkos”-nak hívja és azt állítja, hogy Strathmore-ban halt meg.
Kenneth fia,  II. Malcolm (Máel Coluim mac Cináeda) néven később skót király lett. Lehet, hogy Kenneth-nek egy másik,  Dúngal vagy Gille Coemgáin nevű fia is volt. A források megoszlanak abban a tekintetben is, hogy  Boite mac Cináeda II. vagy III. Kenneth király fia volt-e?

## Fordítás
- Ez a szócikk részben vagy egészben  a   Kenneth II of Scotland című angol Wikipédia-szócikk ezen változatának fordításán alapul.  Az eredeti cikk szerkesztőit annak laptörténete sorolja fel. Ez a jelzés csupán a megfogalmazás eredetét és a szerzői jogokat jelzi, nem szolgál a cikkben szereplő információk forrásmegjelöléseként.

| Előző uralkodó: Culen | Skócia uralkodója 971–995 | Következő uralkodó: III. Konstantin |